# Age Called Blue
Age Called Blue (エイジ・コールド・ブルー Eiji Koorudo Buruu?) es un manga yaoi escrito e ilustrado por est em. Fue publicado por Tokyo Mangasha el 17 de enero de 2008 en Japón. Los tres primeros capítulos de Age Called Blue fueron publicados en Internet por Netcomics antes del lanzamiento de la edición de bolsillo.

## Recepción
Una encuesta organizada por Deb Aoki de About.com eligió Age Called Blue como la decimoquinta serie yaoi más popular de 2008, y al año siguiente quedó en segundo lugar.Melinda Beasi considera que «nada es fácil» en Age Called Blue, y cree que éste es uno de los puntos fuertes del manga, además de disfrutar de la narración, que no incluye el fanservice sólo por el fanservice. En su opinión, la traducción de Age Called Blue no es tan buena como las traducciones de Rachel Thorn de otras obras de est em.Kinukitty, de The Comics Journal, alabó el relato de est em, diciendo: «Las relaciones parecen muy reales, incluso si los escenarios no sean estrictamente verosímiles». David Welsh ha calificado los diseños de los personajes de est em «distintivamente reales», y ha elogiado sus caracterizaciones.  Sandra Scholes elogió el trabajo artístico de los personajes y señaló que sus personalidades se reflejaban en su forma de hablar.